# Ekocentrum Parku Narodowego Gór Stołowych w Kudowie-Zdroju
Ekocentrum Parku Narodowego Gór Stołowych w Kudowie-Zdroju – placówka edukacyjno-muzealna z siedzibą w Kudowie-Zdroju. Ekocentrum jest prowadzone przez Park Narodowy Gór Stołowych.
W miejscu, gdzie obecnie znajduje się budynek Ekocentrum, funkcjonowało w latach 2002-2013 Muzeum Żaby. Prezentowało ono eksponaty związane z żabami, ukazując zarówno ekologię tych płazów, jak ich wizerunek w życiu codziennym i kulturze masowej. W muzeum znajdowało się około 3000 eksponatów, pochodzących z 20 krajów świata.
W 2012 roku władze Parku Narodowego Gór Stołowych podjęły decyzję o utworzeniu Ekocentrum - jednostki mającej pełnić funkcję edukacyjną i wystawienniczą. Inwestycja została dofinansowana z Europejskiego Funduszu Rozwoju Regionalnego. W 2013 roku przystąpiono do rozbiórki istniejących obiektów (w tym budynku Muzeum Żaby) i rozpoczęto prace budowlane. Obiekt został oddany do użytku w 2014 roku.
Aktualnie w Ekocentrum urządzona jest ekspozycja prezentująca przyrodę Gór Stołowych, zarówno w zakresie fauny i flory, jak i przyrody nieożywionej (historia powstania i kształtowania się pasma górskiego). Ponadto ukazane są walory turystyczno-krajoznawcze Parku. W placówce prezentowana jest również ekspozycja dawnego Muzeum Żaby. Natomiast oferta edukacyjna obejmuje m.in. lekcje i warsztaty tematyczne, prelekcje multimedialne oraz organizację konferencji i szkoleń.
Ekocentrum jest placówką całoroczną, czynną codziennie. Wstęp jest bezpłatny.